# Pasar Kembang
Pasar Kembang is een bestuurslaag in het regentschap Indragiri Hilir van de provincie Riau, Indonesië. Pasar Kembang telt 2912 inwoners (volkstelling 2010).